# Aldebaran (album)
Aldebaran è il settimo album in studio dei New Trolls, pubblicato nel 1978.

## Il disco
Aldebaran è il primo album pubblicato dal gruppo dopo un periodo di stasi durante il quale si era aggiunto il tastierista Giorgio Usai e aveva abbandonato temporaneamente Nico Di Palo. Con questo disco (prodotto da Sergio Bardotti, che ha anche avuto modo di contribuire al livello compositivo), i New Trolls ritornano al successo grazie a brani come Quella carezza della sera e Aldebaran (pubblicate all'interno di un singolo, la prima come Lato A, la seconda come Lato B) ed esplorano generi finora mai sperimentati, come la musica disco (in particolare nei brani Suite disco ed Españolada), discomusic che verrà maggiormente esplorata in quattro brani contenuti nella colonna sonora del film Nunca En Horas De Clase dello stesso anno.

## Tracce
Musiche di Sergio Bardotti, Nico Di Palo, Vittorio De Scalzi e Ricky Belloni; testi di Giorgio D'Adamo e Gianni Belleno

### Lato A
1. Suite disco - 5:06
2. Quella carezza della sera - 4:13
3. Musica insieme - 3:35
4. Lei, se vuoi - 4:20

### Lato B
1. Aldebaran - 3:53
2. Españolada - 5:03
3. Dancing - 8:13

### Tracce bonus nell’edizione CD
1. Anche noi - 3:50 (Sergio Bardotti - Giuseppe Caruso)
2. Prima del concerto - 4:40 (Sergio Bardotti - Giorgio D’Adamo - Giuseppe Caruso)

## Formazione
- Nico Di Palo - chitarra, voce solista e cori
- Ricky Belloni - chitarra, cori; voce solista (tracce 1, 3, 4)
- Vittorio De Scalzi - tastiere, sintetizzatore, cori; voce solista (tracce 1-4, 7)
- Giorgio Usai - tastiere, cori; voce solista (traccia 4)
- Giorgio D'Adamo - basso
- Gianni Belleno - batteria, percussioni, cori; voce solista (tracce 2, 4)[4]